# Steven Hooker
Pour les articles homonymes, voir Hooker.
Steven « Steve » Hooker, né le 16 juillet 1982 à Melbourne, est un athlète australien spécialiste du saut à la perche, champion olympique en 2008 et champion du monde en 2009. Il est seul perchiste depuis Sergeï Bubka à avoir remporté deux titres internationaux consécutifs.

## Carrière
Steven Hooker grandit au sein d'une famille d'athlètes de haut niveau. Son père Bill est quadruple champion national du 800 m, sélectionné lors des Jeux du Commonwealth de 1974. Sa mère Erica a participé aux Jeux olympiques d'été de 1972 et a remporté la médaille d'argent du saut en longueur lors des Jeux du Commonwealth de 1978. Il découvre le saut à la perche après avoir pratiqué le Football australien durant ses études secondaires.
Il fait ses débuts sur la scène internationale durant la saison 2000 à l'occasion des Championnats du monde juniors de Santiago du Chili, terminant au pied du podium avec une barre à 5,20 m. En début d'année suivante, il s'adjuge le titre national des moins de vingt ans. En 2004, Steven Hooker améliore de vingt centimètres son record personnel en franchissant la hauteur de 5,65 m à Perth. Cette performance lui vaut d'être sélectionné pour les Jeux olympiques en compagnie de ses compatriotes Paul Burgess et Viktor Chistyakov. À Athènes, Hooker ne passe pas le cap des qualifications avec un saut à 5,30 m. En début de saison 2005, l'Australien améliore par deux fois son record personnel, signant 5,75 m, puis 5,87 m à Melbourne. Aux Championnats du monde d'Helsinki, il est de nouveau éliminé en qualifications avec un saut à 5,45 m.
Après avoir terminé deuxième des Championnats d'Australie 2006, Steven Hooker remporte son premier titre international majeur, la médaille d'or des Jeux du Commonwealth se déroulant à Melbourne. Il devance avec un saut à 5,80 m son compatriote Dmitri Markov. Entrainé jusqu'alors par Mark Stewart, il décide de bénéficier des conseils d'Alex Parnov. Le 3 septembre, il franchit 5,96 m lors de sa victoire au Meeting de Berlin, signant la deuxième meilleure performance mondiale de l'année derrière les 6,00 m réalisés par l'Américain Brad Walker. Quelques jours plus tard, il remporte la Coupe du monde des nations d'Athènes avec un saut à 5,80 m. 

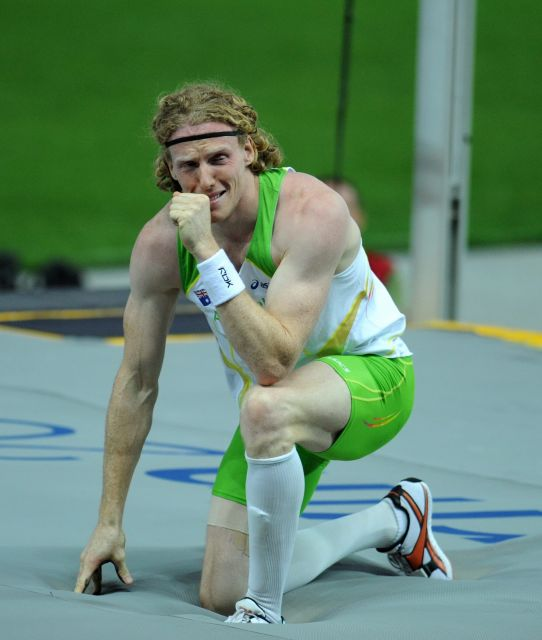
Steven Hooker lors des Championnats du monde 2009.

Début 2007, Steven Hooker réalise 5,91 m à Perth et obtient ainsi sa qualification pour les Championnats du monde d'Osaka. Blessé au genou, il ne peut défendre ses chances mondiales, terminant neuvième de la finale avec 5,76 m. Deuxième meilleur performeur mondial de l'année 2007, il se classe troisième de la Finale mondiale d'athlétisme avec 5,81 m. Le 27 janvier 2008, Steven Hooker passe 6,00 m lors du meeting interclub de Perth, devenant le quinzième perchiste à franchir cette hauteur symbolique. Le 22 août 2008, il remporte la finale du saut à la perche des Jeux olympiques de Pékin en établissant un nouveau record olympique avec 5,96 m. Il devance finalement le Russe Evgeniy Lukyanenko et l'Ukrainien Denys Yurchenko. Hooker devient le premier sportif australien masculin médaillé d'or en athlétisme depuis le titre de Ralph Doubell en 1968.
Le 8 février 2009, il franchit la barre de 6,06 m à l'occasion des Indoor Games de Boston, devenant le deuxième meilleur performeur de l'histoire (salle et air confondus) après l'Ukrainien Sergueï Bubka. Il passe à deux autres reprises la hauteur des 6,00 m en salle, en février aux Millrose Games de New York, et lors meeting en salle de Paris-Bercy. Le 22 août 2009, l'Australien, blessé, remporte la finale des Championnats du monde de Berlin en réalisant 5,90 m à son premier essai, après avoir fait son entrée dans le concours à 5,85 m. Il devance les deux Français Romain Mesnil et Renaud Lavillenie.
Le 13 mars 2010 à Doha, Steven Hooker s'adjuge le titre de champion du monde en salle avec 6,01 m, et établit un nouveau record de la compétition ainsi que la meilleure performance mondiale de l'année. Il devance largement les deux Allemands Malte Mohr et Alexander Straub dans un concours marqué par l'absence de Renaud Lavillenie, éliminé en qualifications. En fin de concours, L'Australien échoue à trois reprises à 6,16 m, synonyme de record du monde à l'époque. 
À la suite d'une blessure courant 2009 au genou, Steven Hooker décide de faire l'impasse sur sa saison en salle et ne se remettra à l'entraînement qu'au printemps pour se préparer en vue des championnats du monde de Daegu.
Lors des Mondiaux de Daegu, il est éliminé dès les qualifications, échouant trois fois à 5,50 m. Cet échec trouble Hooker qui, désorienté, traverse plusieurs mois de doute ; cependant, Hooker parvient à retrouver sa confiance à l'aide d'un étrange procédé : il s'entraîne dans un entrepôt désaffecté. Avec ce sautoir improvisé, il a été installé des caméras filmants sous différents angles les sauts afin de l'aider dans sa préparation. Sélectionné pour les Jeux olympiques à Londres en août 2012, il se qualifie pour la finale mais échoue à ses trois tentatives à 5,65 m lors de celle-ci ; il ne franchit donc aucune barre lors de ce concours.

## Palmarès
| Date | Compétition                    | Lieu      | Résultat | Marque |
| ---- | ------------------------------ | --------- | -------- | ------ |
| 2000 | Championnats du monde juniors  | Santiago  | 4e       | 5,20 m |
| 2004 | Jeux olympiques                | Athènes   | 15e      | 5,30 m |
| 2006 | Jeux du Commonwealth           | Melbourne | 1er      | 5,80 m |
| 2006 | Finale mondiale                | Stuttgart | 5e       | 5,75 m |
| 2006 | Coupe du monde des nations     | Athènes   | 1er      | 5,80 m |
| 2007 | Finale mondiale                | Stuttgart | 3e       | 5,81 m |
| 2008 | Championnats du monde en salle | Valence   | 3e       | 5,80 m |
| 2008 | Jeux olympiques                | Pékin     | 1er      | 5,96 m |
| 2009 | Championnats du monde          | Berlin    | 1er      | 5,90 m |
| 2010 | Championnats du monde en salle | Doha      | 1er      | 6,01 m |
| 2010 | Coupe continentale             | Split     | 1er      | 5,95 m |
| 2010 | Jeux du Commonwealth           | New Delhi | 1er      | 5,60 m |
| 2012 | Jeux olympiques                | Londres   | finale   | NM     |

## Records

### Records personnels
| Épreuves         | Épreuves  | Temps           | Lieu   | Date            |
| ---------------- | --------- | --------------- | ------ | --------------- |
| Saut à la perche | Plein air | 6,00 m          | Perth  | 27 janvier 2008 |
| Saut à la perche | En salle  | 6,06 m (AR, NR) | Boston | 7 février 2009  |

### Progression
| Âge | Hauteur | Date             | Lieu              |
| --- | ------- | ---------------- | ----------------- |
| 18  | 5,10 m  | 21 octobre 2000  | Santiago du Chili |
| 18  | 5,20 m  | 22 octobre 2000  | Santiago du Chili |
| 18  | 5,30 m  | 25 mars 2001     | Brisbane          |
| 20  | 5,45 m  | 18 janvier 2003  | Melbourne         |
| 21  | 5,55 m  | 10 janvier 2004  | Perth             |
| 21  | 5,65 m  | 22 février 2004  | Perth             |
| 22  | 5,75 m  | 17 février 2005  | Melbourne         |
| 22  | 5,87 m  | 12 mars 2005     | Melbourne         |
| 23  | 5,91 m  | 4 mars 2006      | Melbourne         |
| 24  | 5,96 m  | 3 septembre 2006 | Berlin            |
| 26  | 6,00 m  | 27 janvier 2008  | Perth             |

| Âge | Hauteur | Date            | Lieu   |
| --- | ------- | --------------- | ------ |
| 25  | 5,81 m  | 27 janvier 2007 | Boston |
| 27  | 6,06 m  | 7 février 2009  | Boston |

### Saut à 6 mètres et plus
- 6,00 m, en plein air à Perth (Australie) le 27 janvier 2008
- 6,01 m, en salle à New York le (USA) 30 janvier 2009
- 6,00 m, en salle à Paris (France) le 13 février 2009
- 6,06 m, en salle à Boston (USA) le 27 février 2009
- 6,01 m, en salle à Doha (Qatar) le 13 mars 2010

## Vie privée
Sa compagne est l'athlète russe Yekaterina Kostetskaya. Le couple a eu un enfant, Maxim, en juillet 2013. 